# Daniel Haas
Daniel Haas (Erlenbach, 1. kolovoza 1983.) je njemački nogometaš koji igra kao vratar za Erzgebirge Aue.

## Vanjske poveznice
- Profil na Transfermarktu
- Profil na Soccerwayu